# Ново-Беклемишево
Ново-Беклемишево — деревня в Переславском районе Ярославской области.

## География
Находится в южной части Ярославской области на расстоянии приблизительно 19 км на восток по прямой от районного центра города Переславль-Залесский.

## История
В 1859 году здесь (тогда сельцо Новое Переславского уезда Владимирской губернии) было учтено 20 дворов, в 1941 — 50. До 2018 года входила в состав Рязанцевского сельского поселения. Нынешнее название связано с существованием рядом с сельцом Новое в XIX веке и сельца Беклемишево.

## Население
Численность населения: 200 человек (1859 год), 0 как в 2002 году, так и в 2010.